# Ibne Hâmeza do Magrebe
Ibne Hâmeza do Magrebe (em árabe: ابن حمزة المغربي, lit. 'Ibn Hamza al-Maghribi') foi um matemático muçulmano do século XVI. Nasceu na Argélia mas foi educado em Istambul durante o governo de Murade III. Sua mais importante obra foi Tuhfat al-a'dad fi-l-hisab (O Ornamento dos Números), em turco, discutindo algumas formas do conceiro de logaritmo.